# Giuseppe Ferazzoli
Giuseppe Ferazzoli (Roma, 16 maggio 1966) è un allenatore di calcio ed ex calciatore italiano, di ruolo centrocampista, tecnico della Cynthialbalonga.

## Carriera

### Calciatore

Ferazzoli con la maglia del Piacenza (1993)

#### Gli esordi: dalla C2 alla B
Cresce nelle giovanili della Lodigiani, con cui esordisce in Serie C2 giocando per tre campionati, di cui l'ultimo da titolare. Nel 1987 viene acquistato dal Barletta, neopromosso in Serie B, con cui esordisce nella serie cadetta. Milita in Serie B per tre campionati consecutivi, due in Puglia e il terzo nel Como, appena retrocesso dalla Serie A. Nella sua stagione con i lombardi mette a segno il suo record di marcature stagionali (5), ma la squadra retrocede in Serie C1 e Ferazzoli rimane in forza al Como anche nel campionato 1990-1991, perdendo lo spareggio-promozione con il Venezia.

#### Gli anni della serie B e l'esordio in serie A
Nel 1991 torna in Serie B vestendo la maglia del Taranto, con cui conquista la salvezza vincendo lo spareggio contro la Casertana. Nella stagione successiva passa al Piacenza insieme al compagno di squadra Francesco Turrini. In Emilia viene utilizzato come rincalzo di Pasquale Suppa e Giorgio Papais, ma contribuisce con 21 presenze e 1 gol alla prima promozione in Serie A, categoria in cui esordisce l'anno successivo collezionando 19 presenze e 1 rete, nella vittoria interna sul Foggia.
Nel 1994 viene ceduto in prestito all'Avellino, in Serie C1, ma dopo una sola presenza ritorna in Serie B giocando nel Pescara.

#### Le ultime stagioni
Rientrato al Piacenza, viene ceduto definitivamente al Pontedera, in Serie C2, con cui disputa due campionati e conquista la salvezza ai playout nel campionato 1996-1997.
Ingaggiato dalla Ternana, conquista la promozione in Serie B dopo i playoff nel campionato di Serie C1 1997-1998, ma nella stagione successiva, dopo 4 presenze in cadetteria, ridiscende in Serie C1 trasferendosi al Savoia, con cui centra un'altra promozione dopo gli spareggi. Anche in questo caso non segue la squadra in Serie B, trasferendosi ad inizio stagione al Giugliano, in Serie C2.
Conclude la carriera dividendosi tra Gualdo e Castel di Sangro, in Serie C1 e C2.
In carriera ha totalizzato complessivamente 19 presenze ed una rete in Serie A e 164 presenze e 9 reti in Serie B.

### Allenatore
Intraprende la carriera di allenatore come vice di Bruno Nobili al Castel di Sangro, squadra in cui aveva concluso la carriera; dopo l'esonero del tecnico, guida la squadra in prima persona nel finale del campionato 2002-2003 e nelle due annate successive. Nel 2004 siede sulla panchina della Primavera della Cisco Roma, e nell'ottobre 2005 passa alla guida della prima squadra dopo l'esonero di Rosolino Puccica. Seguono le esperienze sulla panchina del Rieti, sempre in Serie C2 (esonerato a ottobre), e dell'Isola Liri, con cui ottiene una promozione in Lega Pro Seconda Divisione nel 2008. Nel novembre successivo, tuttavia, si dimette dall'incarico
Nella stagione 2009-2010 torna ad allenare a livello giovanile guidando la Primavera dell'Ascoli, mentre nella stagione 2010-2011 è stato l'allenatore dell'Aversa Normanna. Nel maggio 2011, in seguito al mancato raggiungimento dei playoff, non viene riconfermato. Nel novembre 2011, a seguito dell'esonero di Enzo Castellucci, diventa il nuovo allenatore della Neapolis, militante in Lega Pro Seconda Divisione.
Nell'estate 2012 passa alla guida dell'Astrea, nel campionato di Serie D. Dopo una sola stagione alla guida della formazione romana, passa ad allenare l'Aprilia in Lega Pro Seconda Divisione. Il 2 dicembre 2013 Ferazzoli lascia l'incarico da allenatore della prima squadra rescindendo consensualmente il contratto con la società. Il 25 febbraio 2014, a seguito dell'esonero di Silvio Paolucci, torna alla guida della formazione laziale.
Dal giugno 2014 è il nuovo allenatore della squadra Primavera del Perugia. Il successivo 27 ottobre diventa nuovo allenatore della Triestina, militante nel campionato di Serie D. Il 7 aprile 2015 Ferazzoli viene esonerato dal club rosso-alabardato, a 5 giornate dal termine del campionato, cedendo il posto a Gianluca Gagliardi.
Il 25 agosto 2015 diventa il nuovo allenatore della Torres, in Lega Pro,poi retrocessa a tavolino in serie D, prendendo il posto del dimissionario Oscar Brevi. Il 9 novembre viene esonerato dopo il pareggio casalingo con l'Astrea.
Il 3 ottobre 2016 diventa vice allenatore di Luigi Delneri all'Udinese.
Nell'agosto 2019 diviene il nuovo allenatore dell'Agropoli, nel girone H della serie D. Si dimette dalla guida dei campani a metà ottobre all'indomani della partita con la Fidelis Andria, persa per 3-0, venendo sostituito da Gianluca Procopio.
Nel giugno 2020 viene comunicato il suo ingaggio da parte della Gelbison, club campano di Serie D. Il 13 luglio 2021 il club comunica che non sarebbe stato lui l'allenatore della squadra per la stagione successiva. 
Subito dopo aver chiuso il rapporto con la squadra di Vallo della Lucania, viene comunicato il suo ingaggio da parte della Cavese, appena retrocessa in serie D. Il 22 novembre, all'indomani della sconfitta in casa della capolista Gelbison, che fa scivolare gli "aquilotti" a meno 8 dalla vetta, viene esonerato.
Il 21 luglio 2022 la Pro Vasto, squadra di Serie D, lo annuncia come nuovo allenatore. Il 24 ottobre seguente, all'indomani della sconfitta esterna sul campo del Matese e con la squadra in zona playout, viene sollevato dall'incarico.
Il 18 gennaio 2023 subentra all'esonerato Giovanni Cavallaro sulla panchina del Nola, ultimo in classifica nel girone G della Serie D. La sua squadra retrocede dopo aver perso i play-out contro il Pomezia.
Il 22 giugno 2023 viene nominato allenatore dell'Avezzano. Resta alla guida del club marsicano fino ad aprile, quando rassegna le dimissioni.
Nell'estate 2024 raggiunge l'accordo con la squadra laziale della Cynthialbalonga in Serie D. Nel maggio 2025 è confermato alla guida dell'Albalonga, che dopo cinque anni riprende la vecchia denominazione societaria.

## Palmarès

### Allenatore

#### Competizioni nazionali
- Serie D: 1

Isola Liri: 2007-2008